# Наско Желев
Наско Желев е бивш български футболист, който е играл като защитник.

## Кариера
Започва своята кариера в Локомотив (София), където играе цели 8 години. С „железничарите“ печели купата на България през сезон 1981/82. С червено-черния екип играе до 1987 г., а след това преминава в немския Саарбрюкен, където прекарва 4 години. През 1992 г. играе за тима на Хомбург. Има два мача за България, в които не отбелязва гол.

## Успехи
Локомотив София
- Купа на България: 1981/82